# Глизе, Вильгельм
Вильгельм Гли́зе (нем. Wilhelm Gliese, 21 июня 1915, Голдберг, Силезия, Германская империя — 12 июня 1993, Гейдельберг, Германия) — немецкий астроном.
С 1933 года Глизе изучал в Университете Вроцлава астрономию, математику и физику, затем он учился и работал в Берлине в Астрономическим вычислительном институте.
В 1942 году был призван в вермахт и отправлен на Восточный фронт. После возвращения из советского плена в 1949 году он работал в Астрономическом вычислительном институте в Гейдельберге. До 1954 года он был сотрудником в «Астрономическом ежегоднике», с 1957 года до своего ухода на пенсию он участвовал в работе над «Фундаментальным каталогом 4» (FK4) и «Фундаментальным каталогом 5» (FK5).
Он известен как составитель Каталога ближайших звёзд (Katalog naher Sterne), опубликованного в 1969 году. В 1951 году Питер ван де Камп побудил его к тому, чтобы он составил каталог близких к Солнцу звёзд и расширил при этом границу с пяти парсеков (примерно 40 объектов) четырёхкратно (более чем 1 000 звёзд). Первая версия этого каталога с объектами в пределах 20 парсек появилась в 1957 году. Издание 1969 года (с более чем 2 000 объектами) содержало сведения об объектах, расположенных в радиусе 22 парсек. Эти каталоги Глизе стали основой для последующих существенных исследований распределения, состава и кинематики звёзд с малой массой, расположенных по соседству с Солнцем.
Учёному посвящён астероид (1823) Глизе.